# Eccritothrix guenterella
Eccritothrix guenterella är en fjärilsart som beskrevs av Ahmet Ömer Koçak. Eccritothrix guenterella ingår i släktet Eccritothrix och familjen äkta malar. Inga underarter finns listade i Catalogue of Life.